# Franz Wilibald Schmidt
Pour les articles homonymes, voir Schmidt et Franz Schmidt.
Franz Wilibald Schmidt est un botaniste et zoologiste germanophone originaire du royaume de Bohême (Empire autrichien), né le 7 juillet 1764 à Planá et mort le 2 février 1796 à Prague.
Il était spécialisé dans les Spermatophytes mais a aussi écrit vers la fin de sa vie sur les mammifères, oiseaux et poissons.